# Die Auserwählten – Im Labyrinth
Die Auserwählten – Im Labyrinth (Originaltitel: The Maze Runner) ist der erste Roman einer dystopischen Science-Fiction-Trilogie für Jugendliche von James Dashner. Der Roman wurde im Oktober 2009 von Delacorte Press (Random House) veröffentlicht. Die deutsche Übersetzung von Anke Caroline Burger erschien im April 2011 erstmals im Carlsen Verlag. Das Buch wurde von 20th Century Fox verfilmt und kam 2014 unter dem Titel Maze Runner – Die Auserwählten im Labyrinth in die Kinos.
Der Roman hat zwei Fortsetzungen, Die Auserwählten – In der Brandwüste (Originaltitel: The Scorch Trials) und Die Auserwählten – In der Todeszone (Originaltitel: The Death Cure), sowie zwei Prequels: Die Auserwählten – Kill Order (Originaltitel: The Kill Order) und Die Auserwählten – Phase Null (Originaltitel: The Fever Code).

## Inhalt

### Rahmengeschichte
Die Geschichte handelt von einer Gruppe Jungs im Teenageralter, die über Jahre hinweg an einen Ort gebracht werden, den sie die „Lichtung“ nennen. Sie bezeichnen sich selbst als „Lichter“ und haben allesamt keinerlei Erinnerungen an ihr bisheriges Leben. Alles was sie noch wissen, sind ihre jeweiligen Vornamen. Die Leute, die die Jugendlichen zur Lichtung bringen und sie dort fortwährend beobachten, werden von den Lichtern als „Schöpfer“ bezeichnet. Diese versorgen sie monatlich mit Vorräten, Baustoffen oder Kleidung. Zudem verfügen die Lichter über Nutzvieh, fließendes Wasser, mehrere hausähnliche Bauten (darunter ein Schlachthaus) und Strom.
Die Lichtung befindet sich inmitten eines gigantischen Labyrinths mit unüberwindbar hohen Wänden aus massivem Beton, in dem sich hauptsächlich nachts mörderische Kreaturen – halb Tier, halb Maschine –, die sogenannten „Griewer“, herumtreiben. An allen vier Seiten der Lichtung befinden sich Eingänge ins Labyrinth („Tore“), die sich nachts zum Schutz der Lichter schließen. Wer ein Aufeinandertreffen mit den Griewern überlebt, der wird zumindest von einem gestochen, was einen schmerzhaften mehrtägigen Prozess auslöst, welcher als „Verwandlung“ bezeichnet wird. Den Lichtern steht ein Medikament zur Verfügung, das „Griewerserum“, mit dem sie die Betroffenen behandeln. Diejenigen, die den Prozess schon einmal erlebt haben, berichten davon, sich an schlimme Ereignisse aus ihrer Vergangenheit erinnert zu haben, ohne dabei jedoch ins Detail zu gehen.
Die Lichter arrangieren sich bestmöglich mit ihrer scheinbar ausweglosen Situation, indem sie eine eigene kleine Gesellschaft bilden, in der jeder eine bestimmte Aufgabe übernimmt. Sie teilen sich in neun Gruppen mit jeweils einem Anführer („Hüter“): Es gibt die Köche, die Baumeister sowie die Läufer, die täglich das Labyrinth auf der Suche nach einem Ausweg erkunden und am Ende jeden Tages gemeinsam entsprechende Karten anfertigen und auswerten. Die Suche gestaltet sich insofern schwer, als sich die Wände des Labyrinths über Nacht stets verschieben. Die Schlitzer kümmern sich um die Aufzucht und Schlachtung der Tiere, die Hackenhauer um den Gemüse- und Obstanbau. Daneben gibt es die Eintüter, die sich um die Toten kümmern, die Sanis (Sanitäter) und die Schwapper, die sämtliche Reinigungs- und Hilfsarbeiten erledigen, da sie sich für nichts anderes eignen. Jeden Monat wird ein neuer Junge zur Lichtung geschickt.

### Handlung
Mit der Ankunft des Frischlings Thomas setzt die Handlung des Buches ein. Zu diesem Zeitpunkt leben etwa 50 Jungen auf der Lichtung. Zwei Tage danach empfangen die Lichter überraschend einen weiteren Neuankömmling, erstmals ein Mädchen, das ihnen noch die Botschaft überbringt, dass sie „die Letzte, für immer“ sei, bevor sie über Tage ins Koma fällt. Unter den Lichtern löst die Verwirrung über die Ereignisse allgemeines Unbehagen und Skepsis gegenüber Thomas aus, den das Mädchen zu erkennen schien. Als die in der Woche erwartete Lieferung von Vorräten schließlich ausbleibt, erkennen die Lichter erst den Ernst ihrer Lage.
Thomas kommt allmählich zu der Erkenntnis, dass er sich von den anderen Lichtern in einer geheimnisvollen Weise unterscheidet. Zum einen spürt er bereits an seinem ersten Tag das Bedürfnis, unbedingt Läufer zu werden, was jedoch bei den Lichtern auf Ablehnung stößt. Zum andern fühlt er sich zu dem Mädchen hingezogen, an dessen Namen er sich seltsamerweise erinnern kann: Teresa. Thomas freundet sich mit dem etwa zwölfjährigen Chuck und einem älteren Jungen namens Newt an. Im Gegensatz dazu entwickelt sich eine Feindschaft zwischen ihm und Gally, der Thomas verdächtig findet, nachdem einer der Läufer, Ben, nach durchgemachter Verwandlung behauptet hat, er hätte Thomas gesehen und dass er böse sei.
Der Läufer Minho und der „Anführer“ der Lichter Alby kommen eines Abends zu spät von ihrem Job im Labyrinth zurück, nachdem Letzterer von einem Griewer gestochen wurde. Während die Tore sich unbarmherzig schließen, bricht Thomas die höchste unter den Lichtern geltende Regel und rennt den beiden ins Labyrinth entgegen, bevor sich die Tore hinter ihm schließen. Nach Einbruch der Dunkelheit tauchen, wie erwartet, Griewer im Labyrinth auf und machen Jagd auf die verängstigten Jungen. Durch seinen ungeahnten Einfallsreichtum, Überlebenswillen und unter einem enormen Kraftaufwand gelingt Thomas etwas, was niemand bisher für möglich gehalten hat: Er rettet nicht nur Alby vor den Griewern, sondern überlebt gemeinsam mit Minho unversehrt die gefürchtete Nacht im Labyrinth. Dieses Erlebnis schweißt die beiden Jungen zusammen und sie werden Freunde. Am nächsten Morgen kehren sie mit dem noch immer bewusstlosen Alby zurück auf die Lichtung.
Während Alby durch das Verabreichen des Griewerserums behandelt wird, beruft Newt eine Hüter-Versammlung ein, in der über Thomas’ Bestrafung für sein regelwidriges Betreten des Labyrinths beraten wird. Da die Lichter (insbesondere Alby und Newt) die strikte Einhaltung der Regeln zur Erhaltung der Ordnung auf der Lichtung für unabdingbar halten, fordern einige Mitglieder eine entsprechend harte Strafe für Thomas, trotz seiner Motivation und der Erkenntnisse, die die Nacht im Labyrinth den Lichtern gebracht hat. Auf das Bestreben von Minho und Newt erhält Thomas nur eine eintägige Haftstrafe in dem von den Lichtern hierzu verwendeten kerkerähnlichen Bau auf der Lichtung. Zudem wird er zum Läufer ernannt und soll nach Absitzen der Strafe von Minho ausgebildet werden. Gally ist mit diesem Ausgang mehr als unzufrieden und verlässt wutentbrannt die Lichtung. An seinem ersten Tag als Läufer im Labyrinth findet Thomas gemeinsam mit Minho heraus, wo die Griewer herkommen. Sie können ein unsichtbares quadratisches Loch im Abgrund des Labyrinths („die Klippe“) ausmachen, das sie das „Griewerloch“ nennen.
Thomas stellt erschrocken fest, dass das Mädchen Teresa, die noch immer im Koma liegt, telepathisch mit ihm kommunizieren kann. Eine ihrer verwirrenden Botschaften an ihn ist, dass sie „das Ende ausgelöst“ habe. Kurz darauf erwacht Teresa aus ihrem Koma. Gleichzeitig verdunkelt sich der Himmel über der Lichtung auch am Tage, was die Bewohner der Lichtung in einen allgemeinen Ausnahmezustand versetzt. Thomas und Teresa versuchen durch den Austausch ihrer bruchstückhaften Erinnerungen eine Antwort auf die Frage nach ihrer seltsamen Verbindung zueinander sowie dem Ausweg aus dem Labyrinth zu finden, was ihnen zunächst nicht gänzlich gelingt. Von Minho erfährt Thomas, dass die Läufer zumindest herausgefunden haben, dass die Muster des Labyrinths sich mit der Zeit wiederholen, doch einen Hinweis auf einen Ausweg gebe es nicht. Trotz der Dunkelheit brechen die beiden zu einem weiteren Erkundungstag ins Labyrinth auf, welcher jedoch ohne neue Erkenntnisse verläuft. An diesem Abend stellen die Lichter mit Entsetzen fest, dass die Tore sich nicht wie gewohnt für die Nacht verschließen. Sie bereiten sich auf einen Angriff durch die Griewer vor. Mit den Monstern taucht auch Gally wieder auf der Lichtung auf und warnt die Jugendlichen, dass von nun an jede Nacht einer von ihnen sterben werde, bis keiner mehr übrig bliebe. Anschließend opfert er sich einem der angreifenden Griewern, woraufhin diese sich zurückziehen.
Thomas und Teresa haben eine Eingebung, die auf eine Lösung in den Labyrinthkarten schließen lässt. Sie vermuten, dass die Karten einen Code enthalten, der es den Lichtern erlaubt, einen Weg aus dem Labyrinth zu finden. Gemeinsam mit Teresa, Minho und Newt entziffert Thomas schließlich den Code: Durch das Übereinanderlegen der einzelnen Tageskarten, die jeweils einen Buchstaben enthüllen, finden sie heraus, dass das Labyrinth durch das kontinuierliche Verschieben der Wände immer wieder die Worte Treiben, Fangen, Bluten, Sterben, Fallen und Drücken wiederholt. Da niemand etwas mit den sinnlos erscheinenden Wörtern anfangen kann, fühlt sich Thomas dazu gezwungen, sich von einem Griewer stechen zu lassen, um an seine verlorenen Erinnerungen zu kommen, die ihm schließlich helfen sollen, das Rätsel zu lösen. Diesen Plan setzt er in der folgenden Nacht um.
Nach durchgemachter Verwandlung teilt Thomas den Lichtern seine wiedererlangten Erinnerungen mit: So seien sie alle Teil eines Experiments, bei dem sie auf ihre Reaktionen auf bestimmte Situationen und Reize getestet würden. Die Ergebnisse der Tests sollen einem unbekannten höheren Zweck dienen. Zudem seien sie alle aufgrund ihrer enormen Intelligenz von den Schöpfern für das Experiment auserwählt worden. Ihre Namen seien nicht ihre echten, sondern Abwandlungen der Vor- oder Nachnamen berühmter Wissenschaftler, wie beispielsweise Albert Einstein (Alby), Isaac Newton (Newt) oder Thomas Edison (Thomas). Thomas und Teresa halfen einst den Schöpfern dabei, das Labyrinth zu entwickeln, in dem aber nie ein Ausgang vorgesehen war. Deshalb ist Thomas überzeugt, dass die Lichter nur durch das Griewerloch entkommen können, hinter dem sich ein Raum mit einem Computer verberge, in den der Code eingegeben werden kann, um die Griewer zu deaktivieren.
Die meisten der Lichter beschließen, Thomas zu vertrauen. Gemeinsam entwickeln sie einen Fluchtplan, den sie unverzüglich durchziehen. Als sie das Loch erreichen, werden sie bereits von einem Dutzend Griewern erwartet. Ihre Hoffnung, dass sie noch immer darauf programmiert sind, nur einen Jungen pro Nacht zu töten, erweist sich als falsch. Nachdem Alby sich für die anderen geopfert hat, wird der Rest der Gruppe ebenfalls angegriffen. Während die anderen ihnen den Weg freikämpfen, gelingt es Thomas, Teresa und Chuck, in das Griewerloch zu gelangen. Wie Thomas es gesagt hat, landen sie in einem Raum mit einem Computer, in den Teresa den Code eingibt und dadurch das Labyrinth samt den Griewern abschaltet. Über die Hälfte der Lichter sterben bei dem Kampf. Nachdem sich alle Überlebenden in dem Raum ebenfalls eingefunden haben, gelangen sie auf der Suche nach einem Ausgang in eine große Halle, wo sie auf Menschen treffen, die sie hinter Glasscheiben beobachten. Die Lichter werden von einer Frau empfangen, die von einer verhüllten Gestalt begleitet wird, die sich als Gally offenbart und kurzerhand versucht, Thomas umzubringen. Chuck stellt sich zwischen das fliegende Messer und seinen Freund und stirbt infolge der schweren Verletzung. Thomas attackiert daraufhin Gally, bevor er unter Tränen zusammenbricht. Als die Frau im Begriff ist, den Lichtern scheinbar alles zu erklären, platzt eine bewaffnete Gruppe von Menschen ins Gebäude, erschießt die Frau und deren Leute und befiehlt den Lichtern, mit ihnen zu kommen. Die Jungen werden in einen Bus geladen und von dem Gelände weggeschafft.
Die Lichter erfahren von ihren Rettern, dass sie gegen die Machenschaften der Organisation, genannt ANGST, die den Lichtern als die Schöpfer bekannt ist, rebellieren und diese bekämpfen. ANGST (Abteilung nachepidemische Grundlagenforschung Sonderexperimente Todeszone) ist eine internationale Vereinigung mehrerer Regierungen, die es sich zur Aufgabe gemacht hat, ein Heilmittel für eine Seuche, genannt Der Brand, zu finden, die auf der Erde seit einem katastrophalen Naturereignis wütet: So sei die Erde von plötzlichen starken Sonneneruptionen heimgesucht worden, die weite Teile der Welt verwüstet, viele Tausend Menschenleben gefordert und das Klima auf der Erde nachhaltig verändert haben. Der Brand ist ein Virus, das sich im Gehirn der Menschen festsetzt und dieses langsam vollends befällt. Mit der Zeit mutieren die Betroffenen in eine Art blutrünstige, gewissenlose Zombies. Die Infizierten werden in einer kargen Wüstenlandschaft („die Brandwüste“) ausgesetzt und ihrem Schicksal überlassen. Laut Aussage ihrer Retter, sei dies noch immer keine Rechtfertigung für die Durchführung der grausamen Experimente, denen die Lichter ausgesetzt seien. Die Lichter werden schließlich in einer Herberge untergebracht, wo sie die volle Verpflegung erhalten und sich in Sicherheit wähnen.

### Epilog
Den Epilog stellt der Inhalt einer E-Mail einer Frau namens Ava Paige dar, die als Leiterin der Labyrinthexperimente der Gruppe A angegeben wird. Darin zeigt sie sich erfreut über den Erfolg der ersten Testphase und über die Zahl der Überlebenden (trotz der bedauernswerten Verluste). Laut ihr würden die Probanden jedoch mit der Zeit den Sinn des Ganzen verstehen und begreifen, dass ANGST „gut“ sei. Daneben verweist sie auf die angeblich hochinteressanten Ergebnisse aus einer Gruppe B und offenbart somit, dass die bisher bekannten Lichter nicht die einzigen Probanden in dem Experiment der ANGST sind. Zudem kündigt Ava Paige Phase zwei des Experiments an.

## Entstehung
Im Herbst 2005 veröffentlichte Dashner vier Bücher in einem kleinen Verlag mit nur regionaler Reichweite, um die The Jimmy Fincher Saga zu vervollständigen. Sein Verleger wollte ein weiteres Buch herausbringen, aber Dashner wollte sein Glück auf dem nationalen Buchmarkt versuchen. Im November 2005 sei ihm beim Zubettgehen die zündende Idee gekommen: „Ein Haufen Teenager, die in einem unlösbaren Labyrinth voller fürchterlichen Kreaturen leben, in der Zukunft und in einer dunklen, dystopischen Welt. Es wäre ein Experiment, um ihren Verstand auf die Probe zu stellen. Furchtbare Dinge würden ihnen angetan. Grauenvolle Dinge. Alles hoffnungslos. Bis die Opfer alles auf den Kopf stellen.“ Dashner schrieb das Buch im Zeitraum zwischen Dezember 2005 und März 2006.

## Rezeption
Kirkus Reviews schrieb über das Buch: „Schwer wegzulegen, es ist offenbar nur der erste Teil und als Leser wird man es nicht erwarten können, was als Nächstes passiert“.
Jessica Harrison von der Deseret Morning News beschrieb das Buch als „ein aufregendes Abenteuerbuch für Kinder ab 13 Jahren, das die Herzen der Leser zum Rasen bringt und Lust auf mehr macht.“ Sie merkte an, dass der Roman „etwas langsam anfängt“, aber da dies zu Thomas’ Verwirrung passe und alles rasanter werde, nachdem er sich eingelebt hat, sagt sie, „dass es fast so wäre, als ob Dashner den Leser auf die rasante, Nonstop-Action vorbereitet.“ Sie fand jedoch, dass der „einzige Makel“ der „fiktionalisierte Slang“ sei, der sich zwar „realistisch anfühlt und zu den Figuren passt, aber ziemlich schnell alt wird. Aber auf der positiven Seite werden die Ausdrücke so oft verwendet, dass der Leser fast entsensibilisiert wird und lernt, sie zu ignorieren.“

## Hörbuch
Das deutsche Hörbuch wurde beim Silberfisch Hörbuch Verlag veröffentlicht. Die Lesung übernahm dabei David Nathan.

## Verfilmung
Die Verfilmung des Science-Fiction-Buchs durch Fox mit dem Titel Maze Runner – Die Auserwählten im Labyrinth (im Original: The Maze Runner) wurde am 19. September 2014 in den USA veröffentlicht. Der deutsche Kinostart erfolgte am 16. Oktober 2014. Wes Ball führte Regie und Noah Oppenheim schrieb das Drehbuch. Dylan O’Brien übernahm die Hauptrolle des Thomas, während Thomas Sangster die Rolle des Newt und Kaya Scodelario die Rolle der Teresa übernimmt. Des Weiteren spielen Ki Hong Lee, Blake Cooper, Will Poulter und Aml Ameen den Rest der Lichter.
Die Dreharbeiten begannen am 13. Mai 2013 und endeten am 12. Juli desselben Jahres.